# Lutjanus viridis
Lutjanus viridis är en fiskart som först beskrevs av Valenciennes, 1846.  Lutjanus viridis ingår i släktet Lutjanus och familjen Lutjanidae. IUCN kategoriserar arten globalt som livskraftig. Inga underarter finns listade i Catalogue of Life.